# Fresnoy-en-Gohelle

Fresnoy-en-Gohelle este o comună în departamentul Pas-de-Calais, Franța. În 1 ianuarie 2022 avea o populație de 234 de locuitori.